# Budova Slovenského národného múzea (Martin)
Budova Slovenského národního muzea v Martině (též i Stará budova Slovenského národního muzea) je prvním účelovým zařízením muzea Slováků. Základní kámen její výstavby byl položen 8. srpna 1906, stavba byla financována zpolovice z národní sbírky a byla dokončena v roce 1907 a rok nato byly poprvé zpřístupněny první národní expozice. V současnosti je první budova Slovenského národního muzea sídlem Muzea Andreje Kmeťa. Od roku 1965 je evidována jako kulturní památka a roku 1995 byla prohlášena za národní kulturní památku.

## Budova
O založení Slovenského národního muzea v Martině a výstavbu jeho první budovy se zasloužil Andrej Kmeť. Budova byla vystavena podle projektu Milana Michala Harminca, který stavbu i dozoroval. Budova byla vystavěna v novoklasicistním slohu, je dvoupodlažní, má tři trakty do tvaru U. Finanční náklady stavby činily 115 924,87 korun, z čehož byla polovina získána národní sbírkou. V roce 1908 byly v objektu zpřístupněny pro veřejnost první národní expozice a to historické, archeologické, numismatické, zoologické, botanické, paleontologické a mineralogické. Významnou byla i expozice národopisná a obrazárna. Od roku 2004 je Muzeum Andreja Kmeťa součástí Slovenského národního muzea v Martině

## Expozice
Příroda TurceVýstava věnované živé a neživé přírodě Turce. Z geologických zajímavostí je zejména sbírka opálů, vzorek zlata a stříbra
KmetianumExpozice je věnována původní výstavě Andreje Kmeťa z roku 1908 i s použitím původních exponátů. V rámci této expozice je i nález mamuta u Beše, jehož osobně vykopal Andrej Kmeť.